# Декларація про злочини комунізму
Декларація про злочини комунізму — декларація, підписана 25 лютого 2010 року низкою відомих європейських політиків, колишніми  політичними в'язнями та істориками, в якій міститься заклик до засудження  комуністичних режимів  Декларація була прийнята в ході міжнародної конференції "Злочини комуністичних режимів ", організованої урядом Чеської республіки за сприяння "Інституту з вивчення тоталітарних режимів ", спільно з установами-партнерами з робочої групи «Європейської пам'яті та совісті» і пройшла в чеському Сенаті з 24 по 26 лютого 2010 року, під патронажем  прем'єр-міністра Чехії Яна Фішера.

## Підписали
Серед інших, декларацію підписали:
- Віце-президент Чеського сенату, депутат чеського парламенту Іржі Лішка
- Перший заступник голови Палати депутатів Парламенту Чеської Республіки Мирослава Нємцова
- Голова комітету з прав людини  Європейського парламенту Гейді Гаутала (Фінляндія),
- Президент комісії  Парламентської асамблеї Ради Європи з політичних питань та голова шведської делегації в  ПАРЄ Горан Лінблад (Швеція),
- Колишній дисидент, член  Європейського парламенту Сандра Калніете (Латвія),
- Колишній дисидент, член  Європейського парламенту Тунне Келам (Естонія),
- Єпископ, колишній дисидент, член  Європейського парламенту Ласло Текеш (Румунія),
- Член  Європейського парламенту Мілан Звер (Словенія),
- Колишній член  Європейського парламенту Яна Гибашкова (Чехія),
- Колишній сенатор Парламенту Чеської Республіки Мартін Мейстржик,
- Федеральний президент Німеччини, колишній дисидент Йоахім Ґаук.

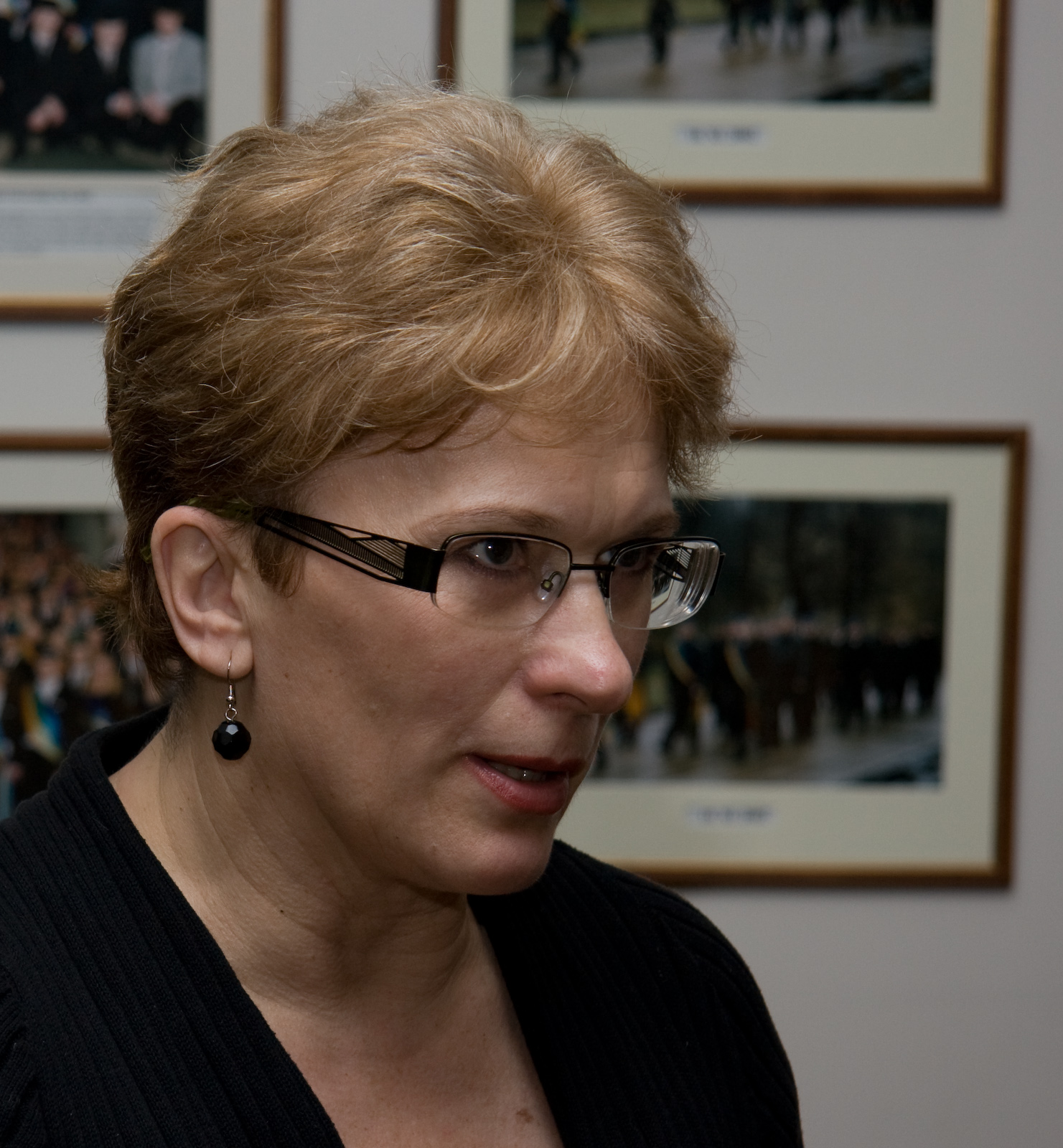
Одна з підписантів Сандра Калніете, колишній дисидент, член Європейського парламенту від Латвії
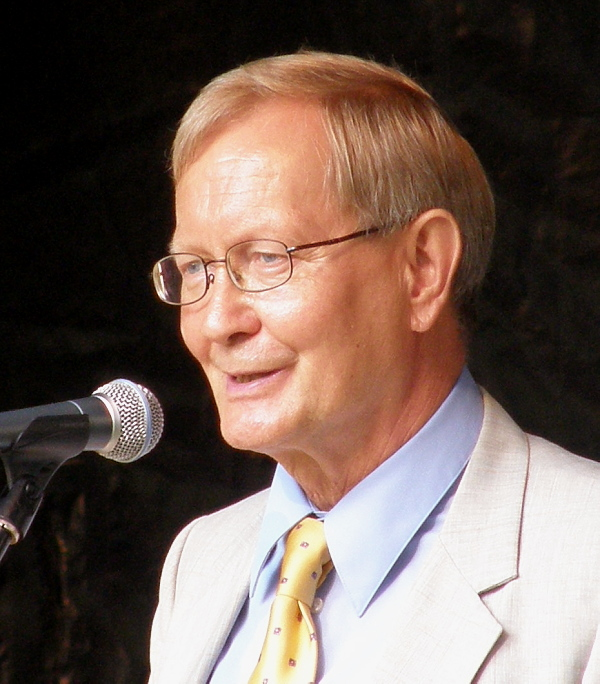
Інший підписант Тунне Келам, колишній дисидент, член  Європейського парламенту від Естонії
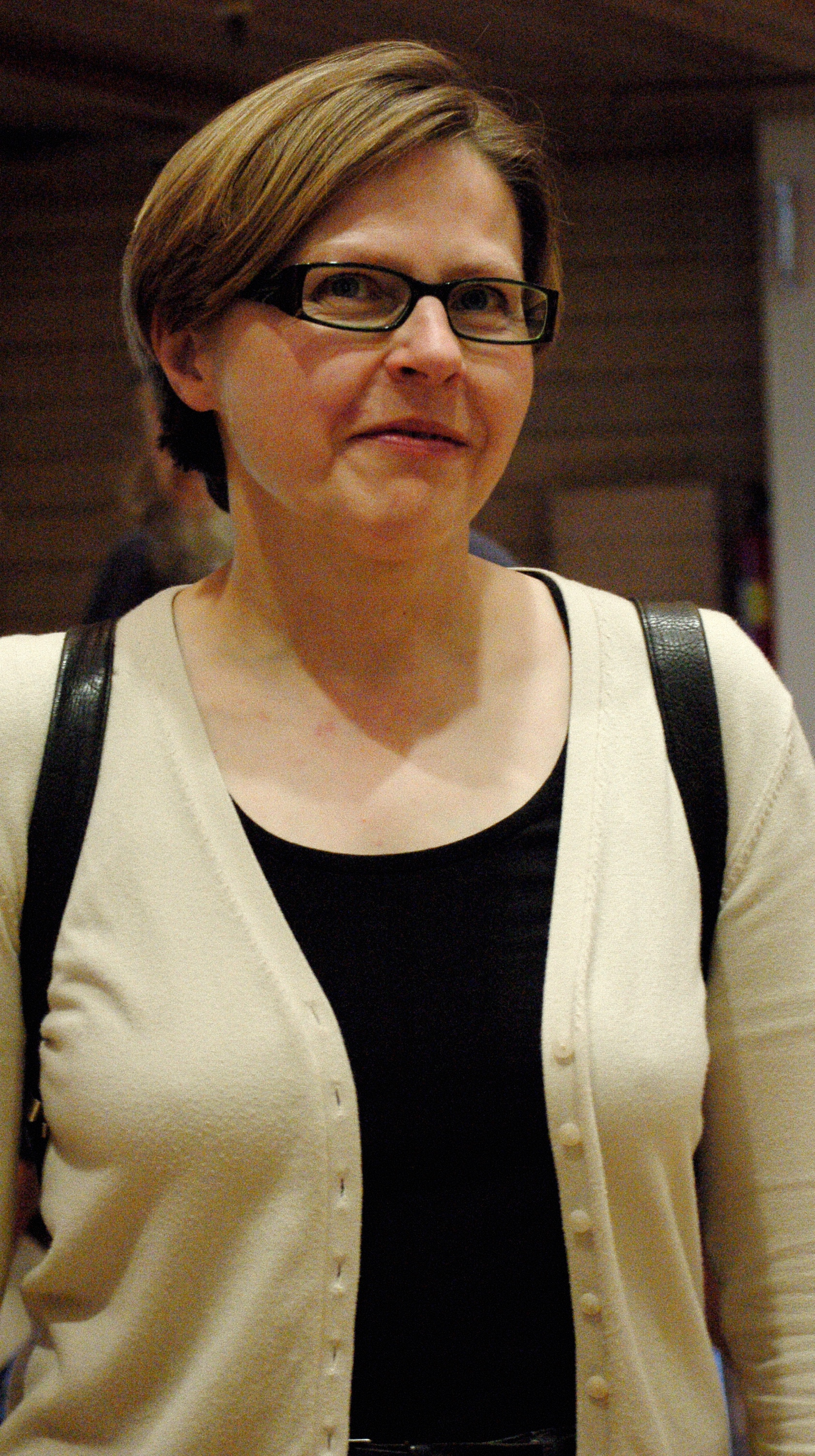
Гейді Гаутала, голова комітету з прав людини  Європейського парламенту
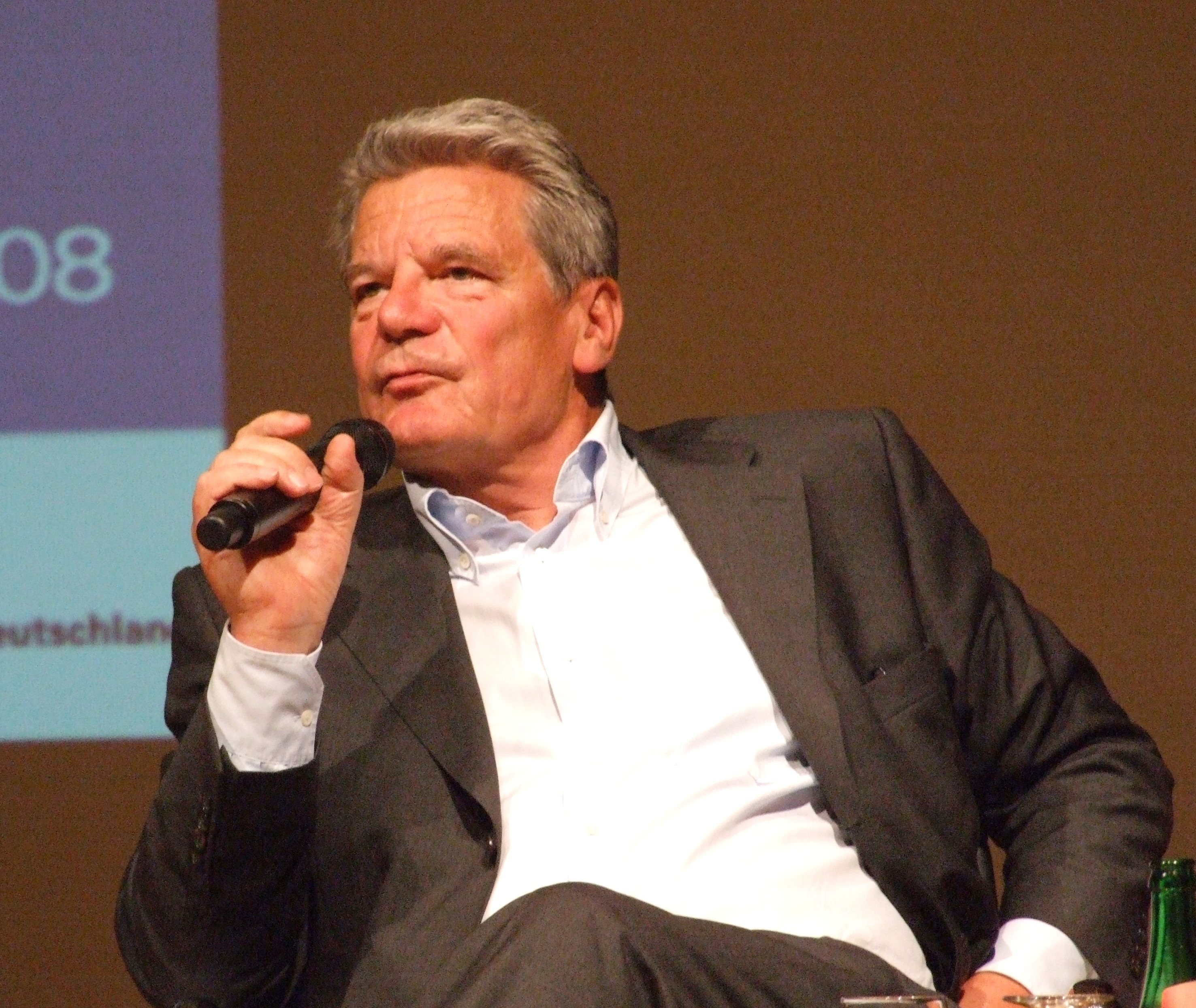
Колишній дисидент Йоахім Гаук